# Pirata yesoensis
Pirata yesoensis este o specie de păianjeni din genul Pirata, familia Lycosidae, descrisă de Tanaka, 1985. Conform Catalogue of Life specia Pirata yesoensis nu are subspecii cunoscute.